# 전주시 완산구 을
전주시 완산구 을은 대한민국의 옛 국회의원 선거구이다. 당시 전라북도 전주시 완산구 일부 지역을 관할했다.

## 역사
대한민국 제17대 국회의원 선거를 앞두고 전주시 완산구 선거구가 전주시 완산구 갑, 전주시 완산구 을 선거구로 분리되면서 신설되었다.
대한민국 제20대 국회의원 선거를 앞두고 전주시 지역의 선거구 개편이 이루어졌다. 이에 전주시 완산구 을 선거구가 전주시 을 선거구로 개편되었다.

## 역대 국회의원
| 선거   | 정당 | 정당       | 의원   |
| ------ | ---- | ---------- | ------ |
| 2004년 |      | 열린우리당 | 이광철 |
| 2008년 |      | 통합민주당 | 장세환 |
| 2012년 |      | 민주통합당 | 이상직 |

## 역대 선거 결과

### 대한민국 제17대 국회의원 선거
|  | 69.21% |

|  | 16.78% |

|  | 7.22% |

|  | 5.96% |

|  | 0.81% |

### 대한민국 제18대 국회의원 선거
|  | 65.30% |

|  | 25.43% |

|  | 7.81% |

|  | 1.44% |

### 대한민국 제19대 국회의원 선거
|  | 46.96% |

|  | 35.79% |

|  | 17.23% |